# Takumi Yamaguchi
Takumi Yamaguchi (japanisch 山口 卓己 Yamaguchi Takumi; * 21. Juli 2000) ist ein japanischer Fußballspieler.

## Karriere
Takumi Yamaguchi erlernte das Fußballspielen in der Universitätsmannschaft der National Institute of Fitness and Sports Kanoya. Von Anfang August 2022 bis Saisonende 2022 wurde er von der Universitäts an den Drittligisten Kagoshima United FC ausgeliehen. Sein Drittligadebüt für den Verein aus Kagoshima gab er am 20. August 2022 (21. Spieltag) im Auswärtsspiel gegen den SC Sagamihara. Bei dem 1:0-Auswärtssieg wurde er in der 90.+1 Minute für Frank Romero eingewechselt. In der Saison 2022 bestritt er zwei Ligaspiele und Pokalspiele. Nach der Ausleihe wurde er am 1. Februar 2023 fest von Kagoshima unter Vertrag genommen. Am Ende der Saison 2023 wurde er mit Kagoshima Vizemeister und stieg somit in die zweite Liga auf. Am Ende der Saison 2024 belegte er mit Kagoshima den 19. Tabellenplatz und musste somit in die dritte Liga absteigen.

## Erfolge
Kagoshima United FC
- Japanischer Drittligavizemeister: 2023  ▲